# Aneura ambrosioides
Aneura ambrosioides là một loài rêu trong họ Aneuraceae. Loài này được Nees Pearson mô tả khoa học đầu tiên năm 1902.